# 모카 (2004년)
모카  (본명: 사카이 모카, 일본어: 境萌花, 2004년 10월 8일~)는 일본의 여성 가수이다. 오디션 프로그램 "알유넥스트"에 출연하여 최종 5위를 차지해 걸그룹 ILLIT의 멤버로 발탁되었고, 2024년 3월 25일 미니 앨범 " Super Real Me "를 통해 정식 데뷔했다.

## 어린 시절
일본 후쿠오카현 기타큐슈시에서 태어났으며, 가족으로는 부모님과 여동생이 있다. 어머니가 빅뱅 팬이어서 어릴 때부터 K팝 문화에 노출돼 있었다. 초등학교 6학년 때 어머니와 함께 빅뱅 콘서트를 보러갔으며 중학교 때 K-POP 트레이닝반에 등록해 HYBE LABELS JAPAN의 연습생 오디션을 봤다 오디션 프로그램 알유넥스트에 참가하기 위해서 빌리프랩으로 옮겼으며, 연습생 기간은 3년이다.

## 경력

### 알유넥스트
2023년에는 JTBC 와 빌리프랩 이 공동 주최한 오디션 프로그램 " 알유넥스트 "에 참여하여 최종 순위 5위를 기록하며 ILLIT 멤버로 발탁되었다.

### 아일릿
2024년 3월 25일 첫 미니 앨범 "Super Real Me"를 통해 ILLIT의 멤버로 정식 데뷔했다. 8월 18일 " 인기가요 "의 스페셜 MC를 맡았다. 10월 2일 민주와 함께 서울 "버버리 아트 스페이스" 오프닝 행사에 참석했다. 2025년 2월 10일 이로하와 함께 일본 " 라롯슈포제 " 의 UV 앰버서더를 맡았다.

## 영화 및 TV 작품

### 출연
| 날짜            | 채널/플랫폼 | 프로그램 이름 | 출처   | 비고      |
| --------------- | ----------- | ------------- | ------ | --------- |
| 2024년 8월 18일 | SBS         | 인기가요      | [ 10 ] | 스페셜 MC |